# Papp Annamária (labdarúgó)
Papp Annamária (Budapest, 1971. június 2. –) válogatott labdarúgó, középpályás.

## Pályafutása

### Klubcsapatban
1987 és 1992 között a Femina labdarúgója volt. Az 1990–91-es idényben bajnokságot nyert a csapattal. 1992-ben a Renova csapatához igazolt, ahol az első idényben bajnokságot, kupát és szuperkupát nyert a klubbal.

### A válogatottban
1988 és 1992 között 29 alkalommal szerepelt a válogatottban és egy gólt szerzett.

## Sikerei, díjai
- Magyar bajnokság
  - bajnok: 1990–91, 1992–93
  - 2.: 1988–89, 1989–90
  - 3.: 1991–92
- Magyar kupa
  - győztes: 1993
- Magyar szuperkupa
  - győztes: 1993

## Statisztika

### Mérkőzései a válogatottban
| Magyarország | Magyarország         | Magyarország             | Magyarország     | Magyarország | Magyarország  | Magyarország     | Magyarország | Magyarország |
| #            | Dátum                | Helyszín                 | Hazai            | Eredmény     | Vendég        | Kiírás           | Gólok        | Esemény      |
| ------------ | -------------------- | ------------------------ | ---------------- | ------------ | ------------- | ---------------- | ------------ | ------------ |
| 1.           | 1988. május 28.      | Várna                    | Bulgária         | 1 – 2        | Magyarország  | barátságos       | -            | becserélve   |
| 2.           | 1988. szeptember 17. | Mezőkövesd               | Magyarország     | 2 – 2        | Bulgária      | barátságos       | -            |              |
| 3.           | 1988. október 8.     | Baja                     | Magyarország     | 0 – 0        | Olaszország   | Eb-selejtező     | -            |              |
| 4.           | 1988. október 16.    | Sosnowiec                | Lengyelország    | 2 – 2        | Magyarország  | barátságos       | -            |              |
| 5.           | 1988. október 30.    | Passau                   | NSZK             | 4 – 0        | Magyarország  | Eb-selejtező     | -            |              |
| 6.           | 1989. április 23.    | Ózd                      | Magyarország     | 6 – 0        | Bulgária      | barátságos       | -            |              |
| 7.           | 1989. május 21.      | Trencsén                 | Csehszlovákia    | 2 – 1        | Magyarország  | barátságos       | -            | lecserélve   |
| 8.           | 1989. szeptember 16. | Kalocsa                  | Magyarország     | 1 – 1        | Svájc         | barátságos       | -            | lecserélve   |
| 9.           | 1989. szeptember 24. | Mezőkövesd               | Magyarország     | 0 – 0        | Lengyelország | barátságos       | -            |              |
| 10.          | 1989. október 1.     | Straubing                | NSZK             | 0 – 0        | Magyarország  | Eb-selejtező     | -            |              |
| 11.          | 1989. október 28.    | Blagoevgrad              | Bulgária         | 3 – 3        | Magyarország  | Eb-selejtező     | -            | lecserélve   |
| 12.          | 1990. május 26.      | Esztergom                | Magyarország     | 2 – 0        | Csehszlovákia | Eb-selejtező     | -            | 69'          |
| 13.          | 1990. június 9.      | Dorog                    | Magyarország     | 2 – 0        | Bulgária      | Eb-selejtező     | -            |              |
| 14.          | 1990. október 14.    | Sopron                   | Magyarország     | 0 – 4        | Németország   | Eb-selejtező     | -            |              |
| 15.          | 1990. november 14.   | Kristiansand             | Norvégia         | 2 – 1        | Magyarország  | Eb-negyeddöntő   | -            |              |
| 16.          | 1990. október 25.    | Budapest, Budafok        | Magyarország     | 0 – 2        | Norvégia      | Eb-negyeddöntő   | -            |              |
| 17.          | 1991. április 1.     | Várna                    | Bulgária         | 0 – 1        | Magyarország  | nemzetközi torna | 1            | Gól          |
| 18.          | 1991. április 2.     | Sumen (BUL)              | Jugoszlávia      | 3 – 1        | Magyarország  | nemzetközi torna | -            |              |
| 19.          | 1991. április 3.     | Várna (BUL)              | Egyesült Államok | 6 – 0        | Magyarország  | nemzetközi torna | -            | lecserélve   |
| 20.          | 1991. április 5.     | Várna (BUL)              | Japán            | 2 – 0        | Magyarország  | nemzetközi torna | -            |              |
| 21.          | 1991. április 6.     | Várna (BUL)              | Magyarország     | 3 – 1        | Románia       | nemzetközi torna | -            |              |
| 22.          | 1991. április 25.    | Maiano                   | Olaszország      | 2 – 1        | Magyarország  | barátságos       | -            |              |
| 23.          | 1991. szeptember 14. | Gyula                    | Magyarország     | 3 – 1        | Jugoszlávia   | barátságos       | -            | lecserélve   |
| 24.          | 1991. szeptember 25. | Mosonmagyaróvár          | Magyarország     | 0 – 2        | Németország   | barátságos       | -            |              |
| 25.          | 1991. október 6.     | Moszkva, Torpedo Stadion | Szovjetunió      | 2 – 1        | Magyarország  | Eb-selejtező     | -            |              |
| 26.          | 1991. október 9.     | Bécs, Práter Stadion     | Ausztria         | 0 – 3        | Magyarország  | barátságos       | -            |              |
| 27.          | 1991. október 27.    | Pernik                   | Bulgária         | 0 – 1        | Magyarország  | Eb-selejtező     | -            |              |
| 28.          | 1992. április 29.    | Budapest, Hévízi út      | Magyarország     | 3 – 0        | Ausztria      | barátságos       | -            | 49'          |
| 29.          | 1992. május 17.      | Budapest, Hévízi út      | Magyarország     | 0 – 0        | FÁK           | Eb-selejtező     | -            | 71'          |
|              | Összesen             |                          |                  | 29           | mérkőzés      |                  | 1            | gól          |